# Église épiscopale méthodiste africaine de Sion
L'Église épiscopale méthodiste africaine de Sion (African Methodist Episcopal Zion Church - AMEZ) est une Église méthodiste fondée par des Afro-Américains en 1800 à New York, à la suite de tension raciale, officiellement reconnue en 1826. Elle est avec l'Église épiscopale méthodiste africaine fondée par Richard Allen la plus importante des Églises afro-américaines des États-Unis. Elle est également connue sous le nom « d'église de la liberté » en raison de son implication active au réseau d'aide aux esclaves fugitifs, l'Underground Railroad (chemin de fer clandestin), pour qu'ils puissent se mettre à l'abri au Canada, et parce que ses membres comprenaient des leaders de la communauté afro-américaine comme Harriet Tubman, Sojourner Truth et Frederick Douglass. Elle est présente en dehors des États-Unis dans différents pays caribéens et africains tels que l'Angola, le Ghana, la Côte d'Ivoire, le Liberia, le Malawi, le Mozambique, le Nigéria, le Togo, les Bahamas, les Barbade, le Guyana et la Jamaïque.

## Histoire

### La naissance
L'église épiscopale méthodiste africaine de Sion (AMEZ) remonte à 1796, lorsque Peter Williams, Christopher Rush, James Varick (en) et d'autres Afro-Américains ont quitté l'église méthodiste blanche de John Street à New York pour former une église afro-américaine, séparation faite avec l'accord de la hiérarchie méthodiste. En 1800, cette nouvelle congrégation achète un terrain pour construire leur première église qui prend le nom  de Zion / Sion, église qui devient l'église mère de toutes les églises qui s'affilieront à la nouvelle congrégation. Dans un premier temps la liturgie et les sacrements sont célébrés par des prêtres méthodistes Blancs.  En 1806, James Varick est ordonné diacre, il va se déplacer et créé des nouvelles églises afro-américaines notamment à New Haven et à Philadelphie. Tout comme son église sœur l'Église épiscopale méthodiste africaine (AME) fondée par Richard Allen et Absalom Jones en 1794 à Philadelphie James Varick inscrit la doctrine de l'église dans la spiritualité du théologien méthodiste John Wesley,.   En 1821, après une conférence de six églises afro-américaines présidée par prêtre méthodiste, l'Église prend le nom d'Église épiscopale méthodiste africaine, le mot de «Sion» sera ajouté en 1848,, lors de cette conférence, James Varick est élu premier évêque de la nouvelle Église,,.

### Le développement
Entre 1820 et 1860, l'AMEZ est passée à près de 200 000 membres répartis dans la plupart des États du Nord.
En 1854, l'AMEZ inaugure la paroisse Saint Luc à Grand Rapids dans le Michigan.
En 1862, l'AMEZ inaugure sa première congrégation dans l'Oregon à Portland.
Dans les années 1960, l'AMEZ est très active au sein du mouvement américain des droits civiques.
Aujourd'hui, elle compte environ 1 400 000 membres. L'AMEZ a créé quatre collèges et universités, qui sont le Livingstone College (en) à Salisbury (Caroline du Nord), le Clinton College (South Carolina) (en) à Rock Hill,  le Theological Building-A.M.E. Zion Theological Institute (en) à Greenville (Alabama), et AME Zion University à Monrovia (Libéria), puis trois séminaires théologiques, les Hood Theological Seminary (en) à Salisbury, à Greenville et Uruan dans l'État d'Akwa Ibom, au Nigéria,,.

## Notes et références

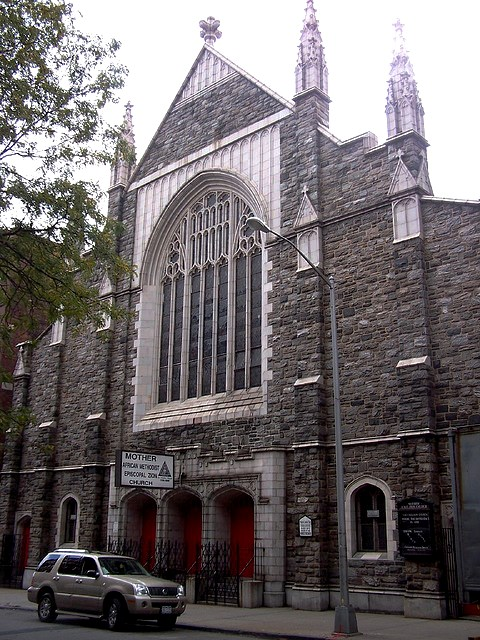
église mère de l'AMEZ à New York

### Essais
- (en-US) J W Hood, One Hundred Years of the African Methodist Episcopal Zion Church, or the Centennial of African Methodism, Forgotten Books (réimpr. 30 juillet 2018) (1re éd. 1895), 654 p. (ISBN 9780266756545, lire en ligne),
- (en-US) Révérende Cynthia Willis Stewart, Telling a Neglected Story: Leadership of the African Methodist Episcopal Zion Church in Difficult Times, Vts Press, 14 janvier 2014, 196 p. (ISBN 9780615841236),

### Articles
- (en-US) William W. Sweet, « Methodist Church Influence in Southern Politics », The Mississippi Valley Historical Review, Vol. 1, No. 4,‎ mars 1915, p. 546-560 (14 pages) (lire en ligne),
- (en-US) Dennis C. Dickerson, « Black Ecumenicism: Efforts to Establish a United Methodist Episcopal Church, 1918-1932 », Church History, Vol. 52, No. 4,‎ décembre 1983, p. 479-491 (13 pages) (lire en ligne),
- (en-US) Clarence E. Walker, « The A.M.E. Church and Reconstruction », Negro History Bulletin, Vol. 48, No. 1,‎ 1 trimestre 1985, p. 10-12 (3 pages) (lire en ligne),
- (en-US) Charles Heatwole, « A Geography of the African Methodist Episcopal Zion Church », Southeastern Geographer, Vol. 26, No. 1,‎ mai 1986, p. 1-11 (11 pages) (lire en ligne),
- (en-US) James W. Eichelberger, « The African Methodist Episcopal Zion Church: The Rationale and Policies upon which Maintenance of its Colleges is Based », The Journal of Negro Education, Vol. 29, No. 3,,‎ été 1960, p. 323-329 (7 pages) (lire en ligne),
- (en-US) Dennis C. Dickerson, « Liberation, Wesleyan Theology and Early African Methodism,  1766-1840 », Wesley and Methodist Studies, Vol. 3,‎ 2011, p. 109-120 (12 pages) (lire en ligne),